# Цибанче
Цибанче (англ. Dzibanche) — городище цивилизации майя, расположенный в южной части штата Кинтана-Роо, на полуострове Юкатан, юго-восток Мексики. Ранее город являлся столицей Канульского царства.

## Этимология
Цибанче — означает «письмо на дереве» на языке майя. Он получил своё название от скульптурных деревянных перемычек из Храма Перемычек.

## География
Цибанче находится в 130 км от Калакмуля (который позже стал столицей Кануля). Руины города лежат на юге мексиканского штата Кинтана-Роо, недалеко от побережья лагуны Бакалара.

## История
В ранний классический период Цибанче являлся столицей Кануля (между V и VI веками). Иероглифическая лестница из Цибанче содержит самую раннюю эмблему Кануля, датируемую 495 годом. Примерно в 620—630 годах новой столицей Кануля стал Калакмуль. В начале Постклассического периода Цибанче был одним из последних городов майя, который создал датированный иероглифический текст в 909 году.

## Описание

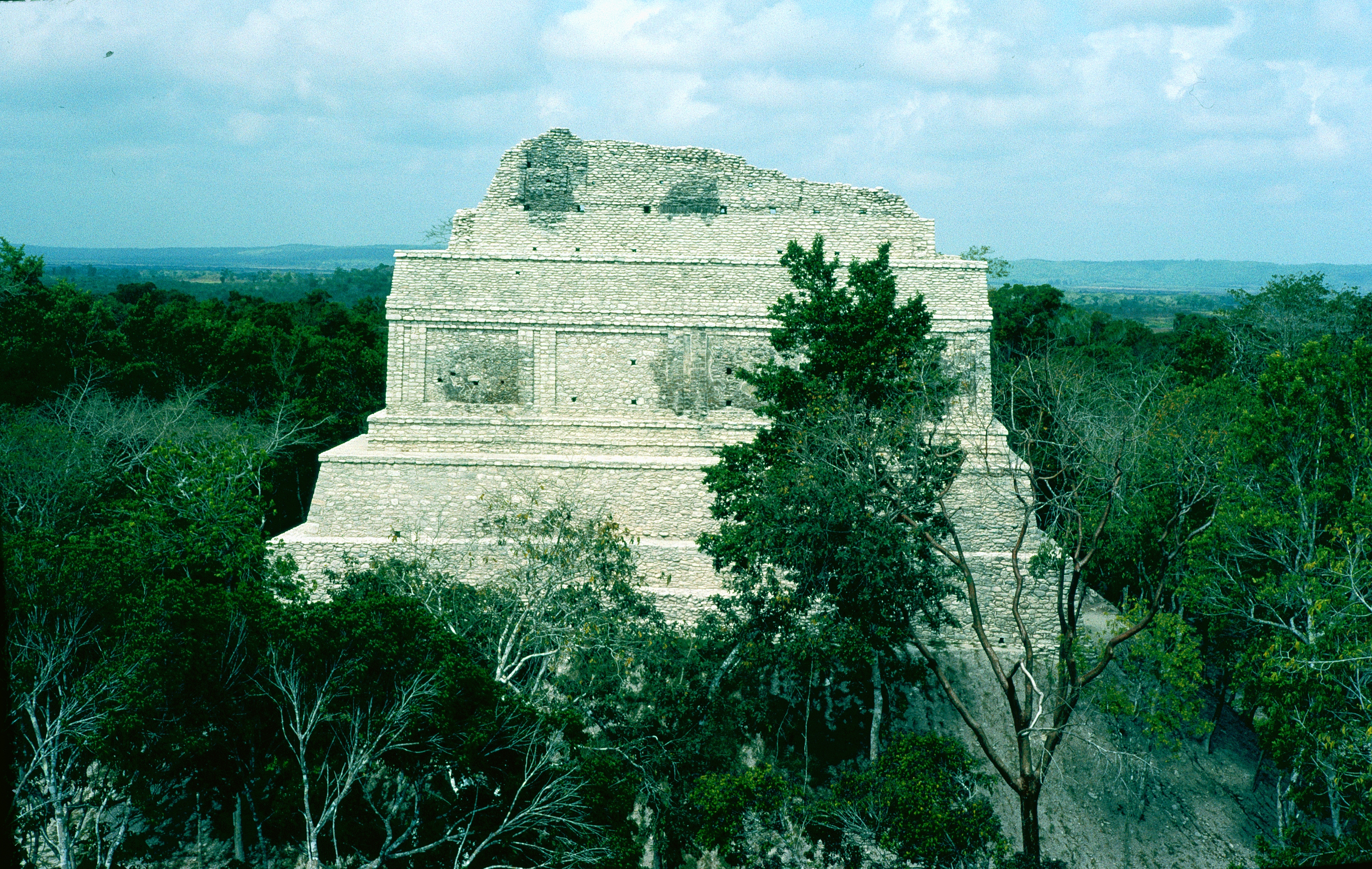
Пирамида Корморана

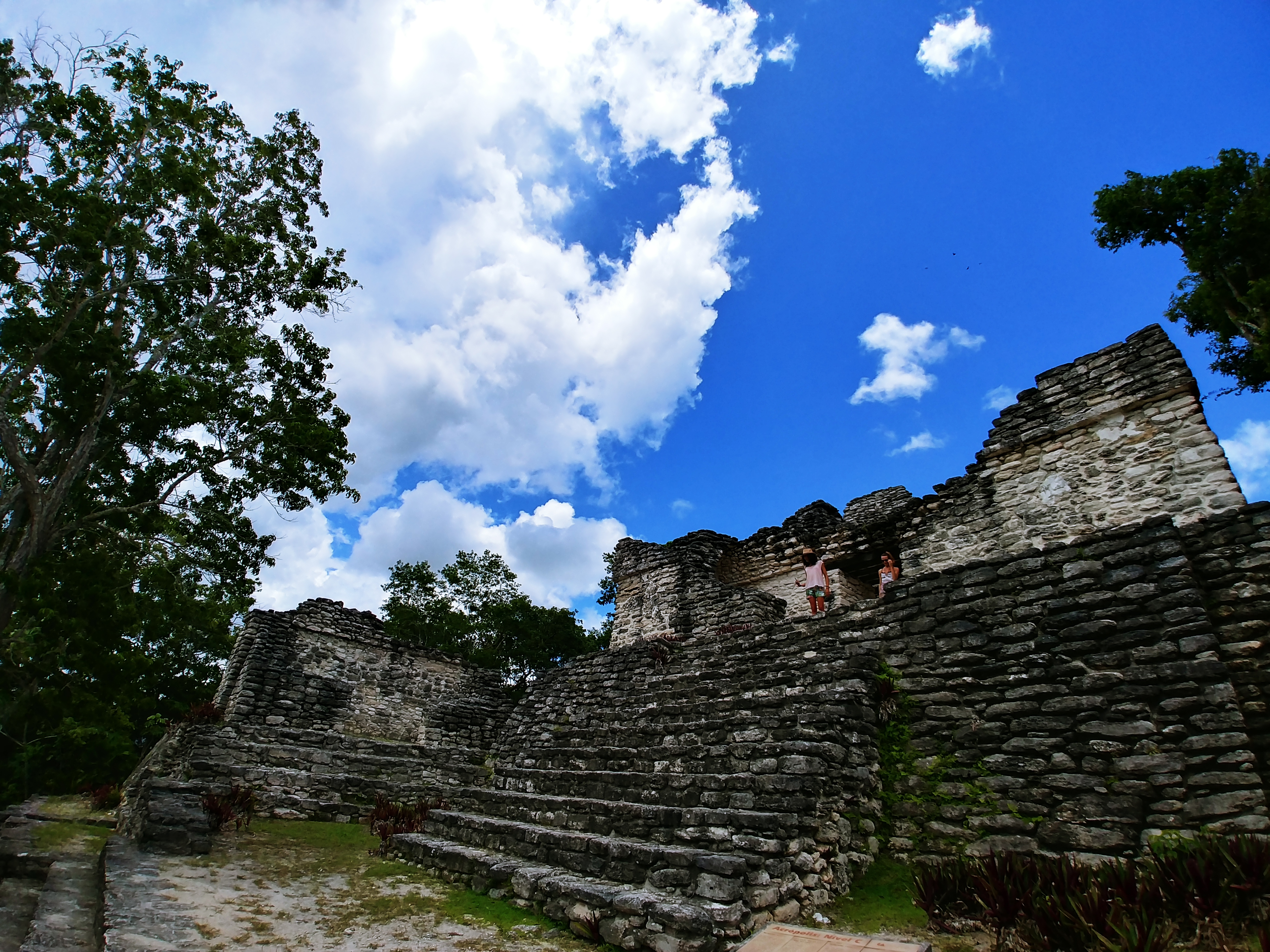
Пирамида Кинич-На

Цибанче был большим городом с архитектурой в Петенском стиле. Во время раскопок была обнаружена иероглифическая лестница, изображающая пленников, схваченных Юкном-Ченом I. Одного из пленников звали Яш-Как-Холом, хотя его происхождение в тексте не упоминается, форма его имени говорит, что он был из города, который находился относительно недалеко от Цибанче.
Наиболее важные сооружения в Цибанче это Храм Пленных, Храм Перемычек и Храм Совы. Также в городе есть: Пирамида Кинична — большой храм, расположенный за пределами центра города, Группа Ламей (Lamay Group) — небольшая отдалённая архитектурная группа. Пирамида Корморана — самая большая пирамида в Цибанче. Она была построена в V веке в стиле Талуд-Таблеро. Пирамида украшены фризами, вылепленными из стукко и покрытыми красной краской. На фризах изображены символы в Теотиуаканском стиле. В этой пирамиде похоронен один из правителей Кануля Ут-Чаналь.
Пирамида Кинич-На («Дом бога солнца») — большая пирамида в Цибанче, расположенная в примерно 2 км от центра города. Внутри пирамиды были обнаружены два царских захоронения.

## Галерея

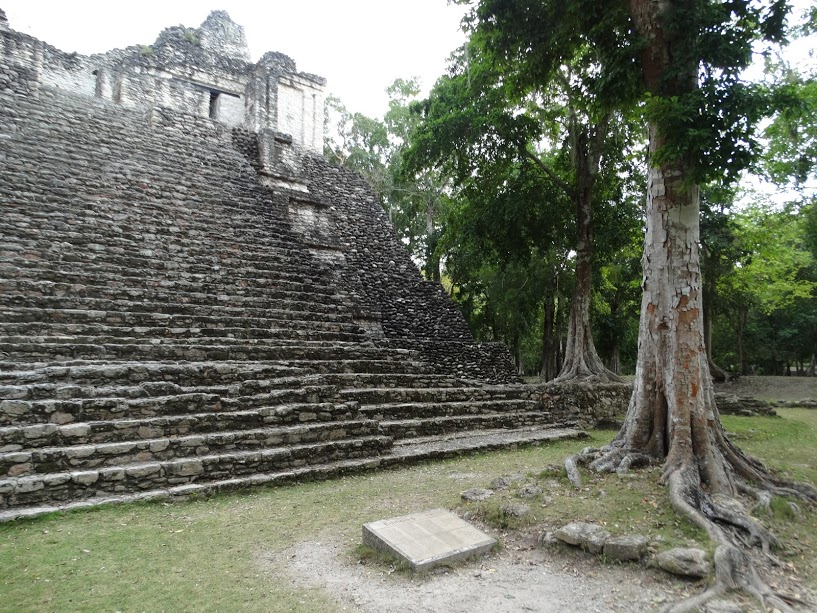
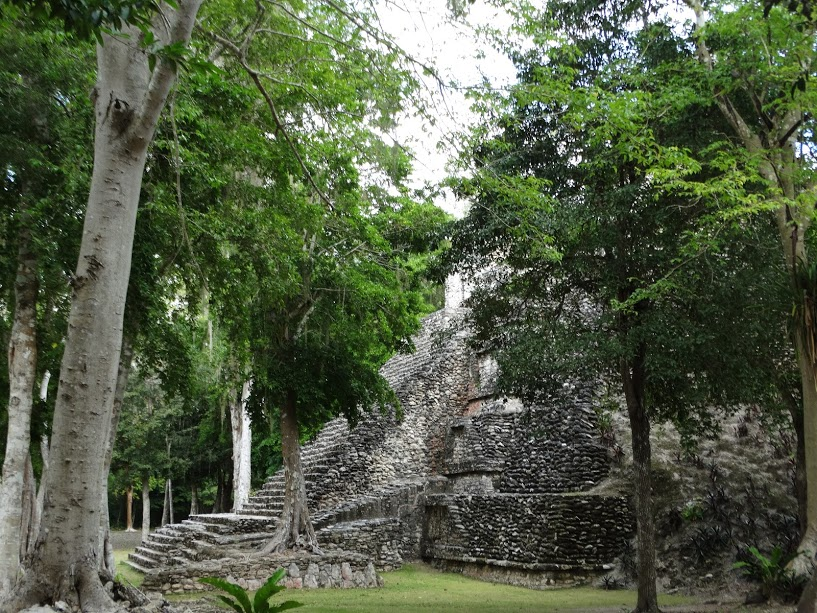
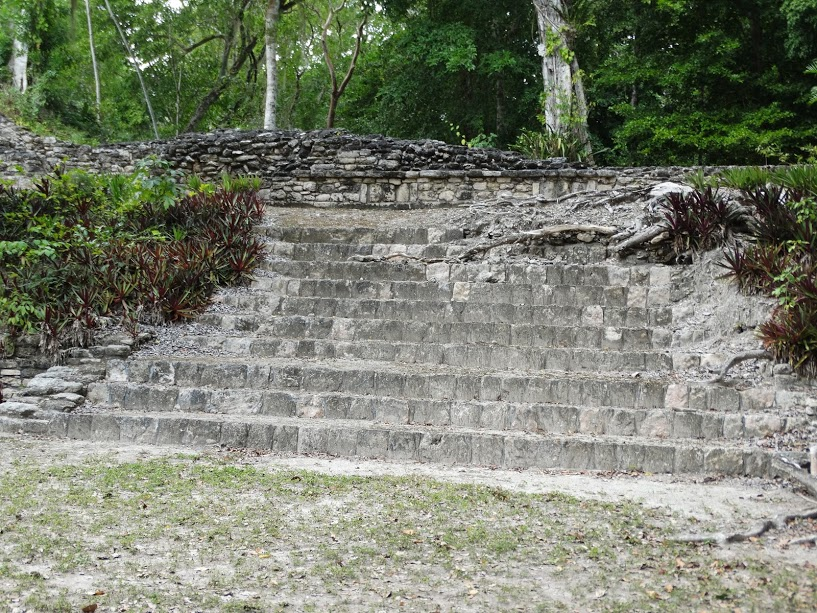
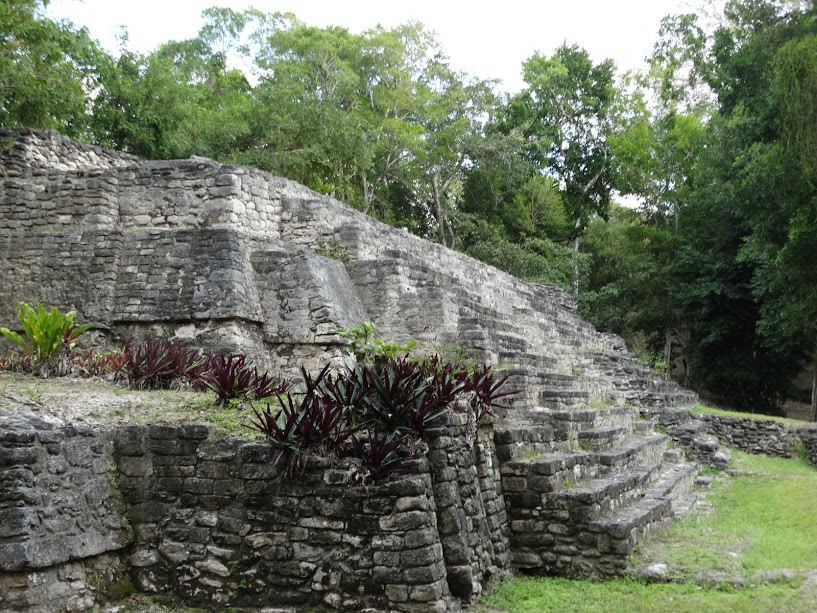
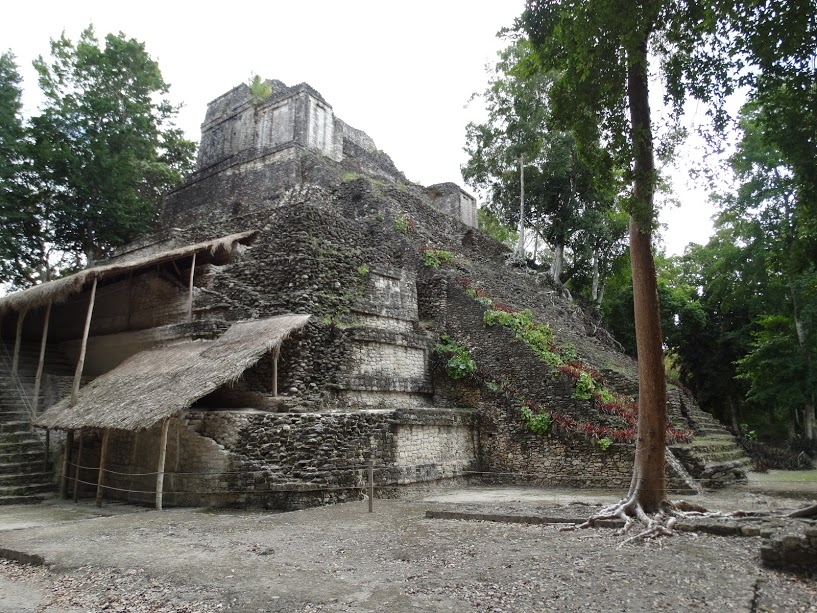